# Nau industrial

Símbol de nau industrial.

Es denomina  nau industrial  o  edifici industrial  a tota construcció destinada a albergar la producció i/o magatzem de béns de naturalesa industrial. Aquests edificis donen aixopluc a les persones i màquines que participen de l'activitat econòmica que es desenvolupa en el seu interior, protegint-los de les inclemències atmosfèriques, i generant les condicions adequades per al treball. La quantitat i varietat d'activitats econòmiques que pot albergar una nau industrial és innombrable, presentant cadascuna d'elles una sèrie de requeriments que l'edifici industrial ha de satisfer. Cadascun d'aquests requeriments pot condicionar l'projecte d'una nau industrial, i això ha donat lloc al fet que al llarg dels anys s'hagin desenvolupat un gran nombre de solucions constructives.
Les naus industrials són edificis eminentment funcionals, diàfans, amb llums considerables, orientats a facilitar la producció i totes les activitats relacionades amb la mateixa: treball dels operaris, transport intern, sortida i entrada de mercaderies, etcètera.

## Evolució històrica de les naus industrials
Els primers edificis industrials van sorgir al voltant de les ciutats en els segles xviii i xix, en el context de la Revolució Industrial i amb la invenció de la màquina de vapor com a principal fita tecnològic. Les elevades xemeneies de les calderes emprades per produir vapor canviar el paisatge urbà i van portar amb si una nova forma de vida que amb el temps va transformar per complet la societat. L'economia anterior a la Revolució Industrial estava basada en el treball artesanal particular (o familiar), i organitzat en gremis. Amb la Revolució Industrial, la producció tendeix a concentrar-se en edificis creats al voltant de les màquines i fonts d'energia (carbó, vapor). Aquests edificis van ser les primeres fàbriques, enteses com a nuclis de treball on acudeixen els obrers per produir béns de forma massiva.

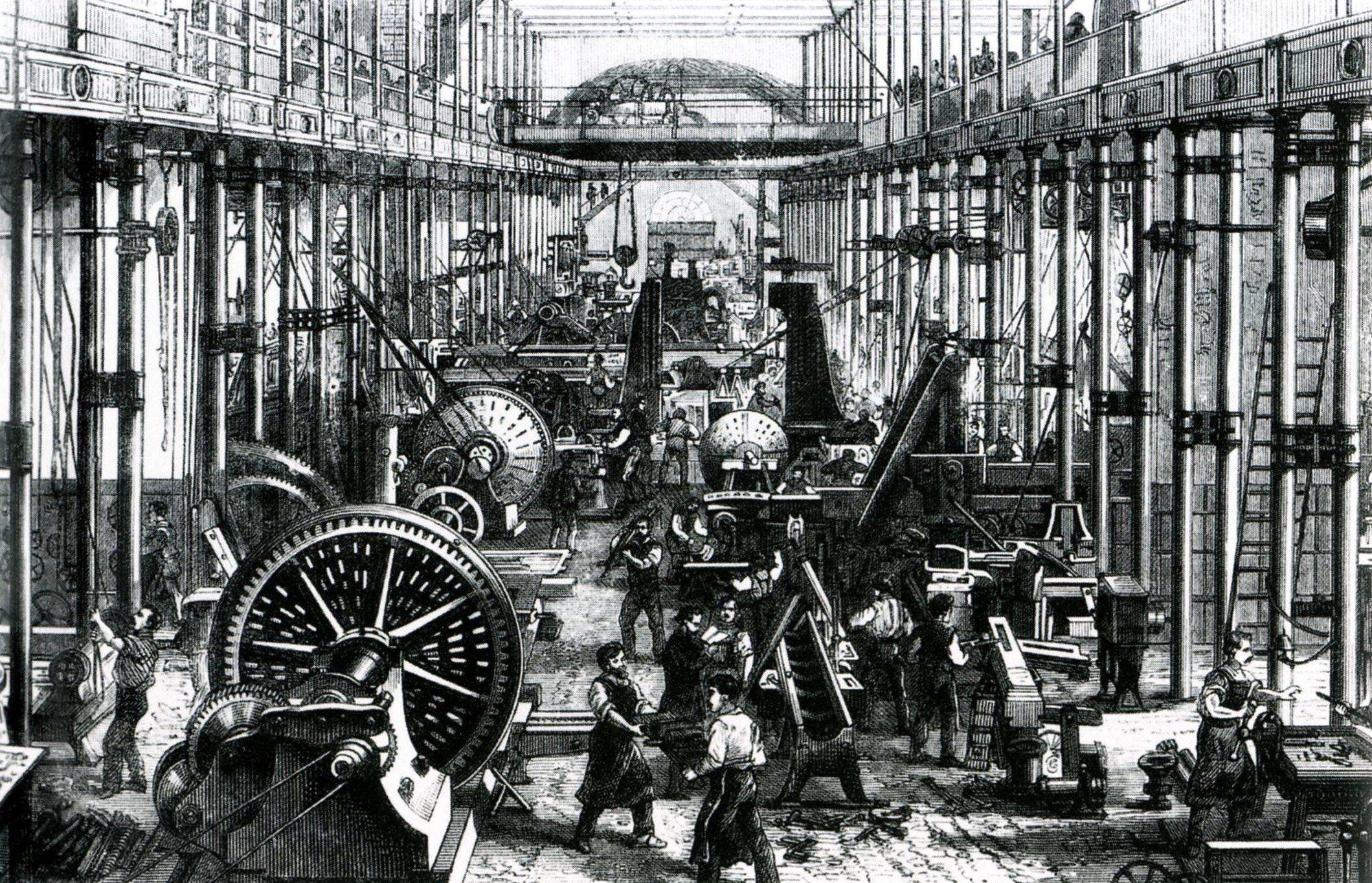
Gravat de l'interior d'un edifici industrial el 1868.

### Arquitectura tradicional aplicada a la indústria
La construcció de les primeres fàbriques no va portar aparellat un nou tipus d'arquitectura. Els tipus estructurals tradicionalment emprats en la construcció d'esglésies, edificació civil, tallers artesanals, etc. es van aplicar també per a la construcció d'edificis industrials. Alguns d'aquests tipus estructurals tradicionals són:
* Murs de càrrega amb biga de fusta.
* Murs de càrrega amb ganivet (encavallada) de fusta.
* Murs de càrrega amb volta d'obra de fàbrica.
* Volta paredada.
Amb la biga de fusta sobre murs de càrrega podien assolir llums al voltant dels 6 metres, per la qual cosa es va fer necessari evolucionar cap a formes més complexes com el ganivet de fusta que va permetre aconseguir majors llums. Els ganivets no són més que una forma primitiva de les encavallades, que al seu torn són conjunts plans triangulats amb la finalitat que les barres treballen a esforços axials (tracció o compressió). Els murs de càrrega per la seva banda s'aixequen a base de maons o maçoneria, i en alguns casos pateixen modificacions com la inclusió de pilastres per reforçar l'estabilitat lateral del mur. Les voltes, fossin d'obra de fàbrica o tapiades, tampoc permetien assolir grans llums de manera que, en definitiva, els edificis industrials construïts amb tipus estructurals tradicionals posseïen típicament una planta estreta i allargada. Aquests edificis, en general, no tenien el que avui en dia es coneix com a  estructura , entesa com un esquelet que recull les càrregues i les transmet fins fonamentació. El suport del conjunt s'aconseguia donant suport a la coberta de forma contínua al llarg dels murs, que exercien una doble funció: d'una banda, eren elements de tancament que delimitaven l'espai interior de l'exterior a la nau, i de l'altra, eren elements estructurals que havien de resistir les càrregues.

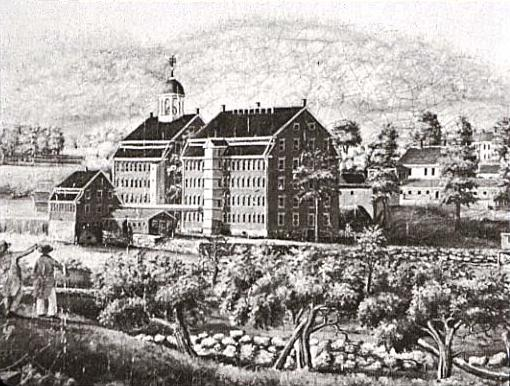
Edifici industrial en alçada. : A: Boston Manufacturing Company entre 1813 - 1816.

També són característics els edificis industrials en alçada, dividits en plantes amb una aparença similar als blocs d'habitatges, en què la producció d'energia i les màquines pesades se situen a la planta baixa, mentre que en les plantes superiors es desenvolupaven les tasques de manufactura i treballs poc mecanitzats realitzats pels obrers, que s'ajudaven en tot cas per eines i maquinària lleugera.
Qualsevol que fos l'edifici industrial, una característica comuna és l'escassa existència d'obertures per a ventilació i il·luminació de l'interior, reflex de l'escassa importància que se li donava a les condicions de treball dels obrers, convertint-se en molts casos les fàbriques en llocs insalubres.

### El naixement de l'arquitectura industrial
Les solucions tradicionals, basades en murs de càrrega i cobertes de fusta o voltes, es mostren incapaços de satisfer les creixents necessitats de la incipient indústria: diafanitat, grans espais productius, major il·luminació, funcionalitat, etc. Es fa imprescindible, per tant, el sorgiment d'una arquitectura industrial pròpiament dita, que aporti noves solucions constructives en forma de nous tipus estructurals. I en aquest aspecte tenen un paper decisiu els avenços en siderúrgia i tècniques d'unió. Alguns personatges destacats, com Benjamin Huntsman, Sir Henry Bessemer, Sir William Siemens (procediment Martin-Siemens) i Paul Héroult van desenvolupant successivament al llarg del segle xix nous processos per a l'obtenció d'acer. Aquest material es va introduir ràpidament en el camp de la construcció, i com a resultat, es van desenvolupar nous tipus estructurals, com els següents:
* Murs de càrrega amb ganivet de fusta i metall.
* Murs de càrrega amb encavallada metàl·lica.
* Pilars d'obra de fàbrica amb encavallada metàl·lica.
* Columnes de fosa amb encavallada metàl·lica.
* Mur de càrrega més suport metàl·lic amb encavallada metàl·lica.
* Suports metàl·lics amb encavallada metàl·lica.
Com es pot veure la introducció de l'acer com a material estructural possibilita la creació d'un ventall de combinacions. Poden mantenir-se els tradicionals murs de càrrega introduint l'acer en les cobertes, poden emprar columnes de fosa, poden combinar-se els murs de càrrega amb els suports (pilars) metàl·lics, o finalment, fer una nau completament metàl·lica. Destaca la utilització profusa de les encavallades metàl·liques. Aquests elements s'elaboren a partir de perfils d'acer que es disposen triangulats, i les unions s'executen reblades. Es caracteritzen per ser elements resistents de fàcil execució i amb gran aprofitament del material, permetent aconseguir grans llums. A més, alguns dels nous tipus estructurals introdueixen el concepte estructura o 'esquelet important', com és el cas de les columnes de fosa amb encavallada metàl·lica. D'aquesta manera, el suport de l'edifici no es realitza sobre elements continus com és un mur de càrrega, sinó sobre elements lineals com són les columnes, o pilars.
El domini de les estructures d'acer exigeix la invenció o millora de les tècniques d'unió, principalment, la soldadura i el reblat. I en aquest aspecte és decisiu el desenvolupament dels fonaments de l'elasticitat i la resistència de materials, que van dotar al camp de la construcció d'eines que permetien, d'una banda, calcular els esforços en estructures complexes (hiperestàtiques), i d'altra banda, comprendre la forma en què els materials resisteixen les càrregues (distribució de tensions en el si del material). Això va establir les bases per a comprendre com treballa, no només una secció d'un perfil, sinó també una unió roblonada, soldada, o qualsevol altra, com es distribueixen els esforços, quin és el punt feble de la unió, etc. Els projectistes van aconseguir així una base científica en la qual basar els càlculs de les seves construccions, i alhora un punt de partida per millorar-les.

### El formigó armat
Una altra fita decisiu en la història de la construcció en general, i per extensió, de l'edificació industrial, és la invenció del formigó armat, generalment atribuïda a William Wilkinson en 1854. Fins als inicis del segle xx, el desenvolupament del formigó armat es va basar en el sistema de patents. Es va començar utilitzant aquest material per a la construcció de dipòsits, sitges i estructures similars, mentre que els avenços en nous tipus estructurals per a estructures d'edificació basats en la utilització del formigó armat es patentaven.
Des del punt de vista resistent, el formigó és un material de ofereix una considerable resistència a compressió, mentre que no suporta les traccions (raó per la qual és imprescindible armar-lo). Algunes de les grans aptituds d'aquest material són la durabilitat i la resistència al foc, sempre que els recobriments de les armadures siguin suficients. A més, es distingeix entre el formigó 'in situ', que és aquell abocament directament a l'obra, i el formigó prefabricat, que és aquell que ha estat abocament, ha forjat i ha endurit en una central de formigonat. Les estructures de formigó prefabricat són relativament modernes, sent els primers tipus estructurals de formigó 'in situ'. Alguns tipus estructurals de formigó són els següents:
* Pilars amb arc atirantat de formigó armat.
* Arc de formigó armat.
* Suports i encavallada de formigó armat.
* Suports i volta de formigó armat.
* Pòrtic de formigó armat.
Naturalment, el formigó armat es pot combinar amb altres materials per donar, per exemple, estructures a base de suports de formigó i encavallada metàl·lica.

### L'edificació industrial en l'actualitat
En el camp de l'edificació industrial, tradicionalment dominat per la construcció metàl·lica, es ve produint des de finals de la dècada dels 90 del segle XX un creixement de les naus industrials de formigó prefabricat, arribant a aconseguir una posició dominant en el mercat.
En qualsevol cas, siguin metàl·liques o de formigó, les naus industrials se situen avui en dia en espais previstos pels plans d'ordenació urbans, en terrenys especialment autoritzats i coneguts com a polígons industrials, habilitats i equipats pels diferents Ajuntament la seva altres autoritats competents en aquesta matèria.
Els polígons industrials tenen la particularitat de comptar amb una sèrie de serveis comuns, com poden ser: proveïment d'energia elèctrica, abastament d'aigua, xarxa telefònica, així com bona comunicació amb carreteres, ferrocarrils, ports marítims o aeroports.

## Factors a considerar en la construcció d'una nau industrial
Tota nau industrial que es vulgui construir cal la realització d'un Projecte realitzat per un enginyer o arquitecte competent que estableixi totes les característiques constructives de la nau d'acord amb el Plec de condicions que determini l'ús i dimensions que hagi de tenir la nau que es vulgui construir.
Per construir una nau industrial calen materials de construcció, estructures metàl·liques, cobertes alleugerides i equipament auxiliar.

## Elements d'una nau industrial

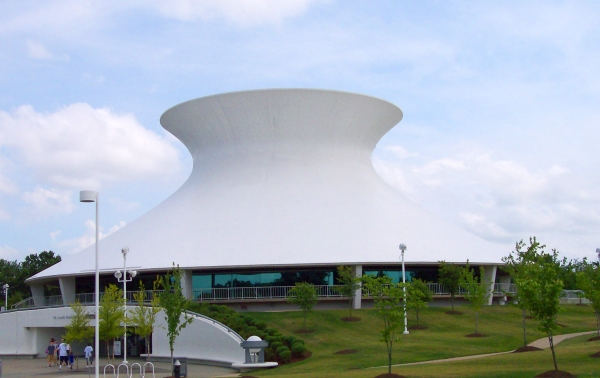
The McDonnell Planetarium construïda per Gyo Obata a St Louis, USA,.

- Solar : ha d'ubicar en una zona que disposi d'electricitat, telèfon, abastament d'aigua, xarxa de sanejament, etc. Si és possible situada en un polígon industrial que tingui bons accessos. Així mateix s'ha de dur a terme un estudi geotècnic sobre els treballs de moviment de terres i consolidació del sòl que s'han de fer.

- Fonamentació : hi ha diferents processos de fonamentació de les naus industrials d'acord amb les característiques i usos que hagi de tenir la nau, i la fonamentació més recomanable les que utilitzen un sistema de sabates de formigó armat, i que fa possible unir totes les sabates mitjançant bigues traves, que disminueixen els efectes dels assentaments diferencials i que a més serviran per donar suport als tancaments laterals. Un cop conclosa la fonamentació es procedeix a realitzar les canalitzacions i el condicionament del sòl.

- Estructura : L'estructura metàl·licas la part de càlcul d'enginyeria més delicat d'una nau industrial, per tal de donar-li la major seguretat possible al preu més econòmic. Hi ha estructures metàl·liques o pòrtics de geometria variable. Hi ha diferents tipus, elegits sempre en funció del tipus de superfície i usos de la nau: tubular, pretensada, gelosia, perfil de secció variable, perfil d'ànima plena, etc.

- Coberta : Hi ha diversos tipus de coberta, sostre, teulada, o tancament per a les naus industrials entre les quals destaquen les del sistema conegut com a sandvitx i les de panell amb poliuretà injectat. Són panells de xapa que van solapats i cargolats a les corretges de l'estructura metàl·lica. El sistema de sandvitx consisteix a realitzar el muntatge en la mateixa obra, posant una primera xapa sobre l'estructura, després l'aïllament tèrmic i una última xapa per l'exterior. El sistema de panells amb poliuretà injectat, el sandvitx es realitza en fàbrica i en l'obra es posa d'una sola vegada, en aquest cas l'aïllant tèrmic és poliuretà. Per donar llum natural a l'interior de la nau poden utilitzar cobertes translúcides.

- Parets : per a la construcció de les parets es pot utilitzar tres tipus de materials diferents: panells de formigó, blocs de formigó o panells de  xapa grecada . En general s'utilitza la combinació de més d'un material Poden també utilitzar, panells translúcids per il·luminar amb llum natural l'interior de la nau.

- Equipament : els equips complementaris són aquells elements que calen per al millor equipament de les naus industrials. Climatització, seguretat, ventilació, il·luminació, portas d'accés i control, instal·lació elèctrica, etc. Si la indústria és estratègica possiblement requereixi un equip de producció d'electricitat autònoma per a casos d'emergència o tall del fluid a la xarxa.

## Vegeu
- Magatzem

- Condicions de treball

- Polígon industrial

- Enginyeria civil